# Bliźniaki (szczyt)

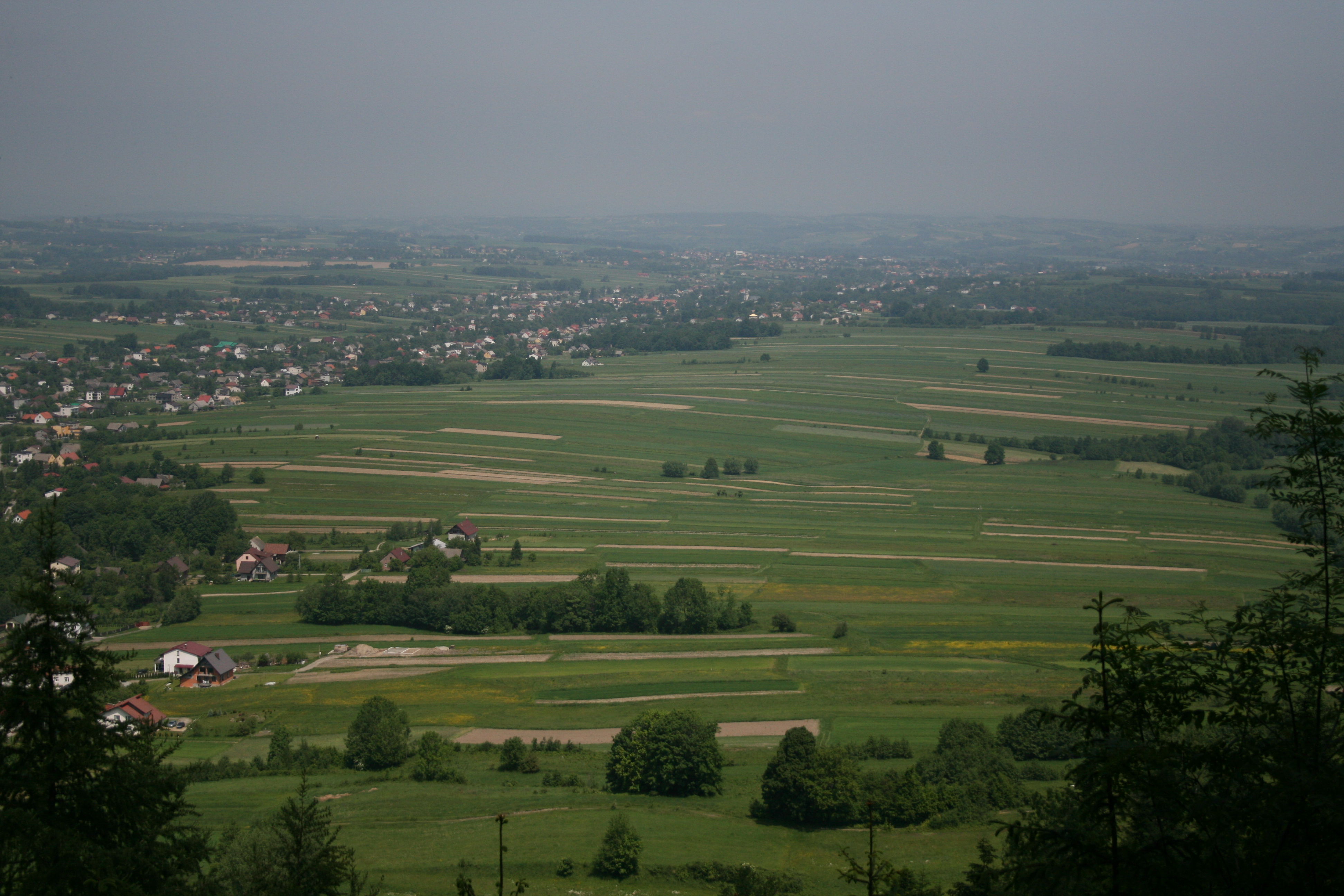
Panorama spod szczytu w stronę Choczni

Bliźniaki (523 m n.p.m.) – szczyt w Paśmie Bliźniaków w północno-wschodniej części Beskidu Małego. 

## Nazewnictwo
Historycznie nazwa obejmuje dwa położone blisko siebie szczyty i stąd ich nazwa. Na topograficznej mapie Geoportalu mają wysokość 577,6 m (zachodni) i 523,4 m (wschodni). Na austriackich mapach miały błędną nazwę Skolec, przez miejscową ludność od wieków nazywane były Bliźniakami. Po odzyskaniu niepodległości na polskich mapach dokonywano poprawek nazewnictwa austriackiego i Komisja Nazewnictwa wprowadziła dla obydwu szczytów nazwę Giermotka, na niektórych mapach zniekształconą na Germadka. Później zaczęto używać poprawnej nazwy Bliźniaki. Na mapie Compassu zaznaczone są obydwa szczyty, zachodni jest bez nazwy, wschodni ma podwójną nazwę Bliźniaki (Giermotka). Na lotniczej mapie Geoportalu podano oddzielne nazwy dla obydwu szczytów: zachodni to Giermotka, wschodni Bliźniaki

## Opis szczytu
Szczyt Bliźniaki znajduje się w długim i porośniętym lasem Paśmie Bliźniaków ciągnącym się od doliny Choczenki na zachodzie, po dolinę Skawy na wschodzie. W grzbiecie tym, kolejno od zachodu na wschód znajdują się: Giermotka, Bliźniaki, Przełęcz Czesława Panczakiewicza, Łysa Góra, Iłowiec. Północne stoki Bliźniaków wznoszą się nad równiną miejscowości Chocznia. W ich dolnej części wypływa kilka źródłowych cieków potoku Konówka. Na południowym stoku wypływa potok uchodzący do Ponikiewki w górnej części wsi Ponikiew.
Przez Giermotkę i Bliźniaki biegnie granica między wsiami Chocznia (stoki północne) i Ponikiew (stoki południowe) w województwie małopolskim, powiecie wadowickim, w gminie Wadowice.

## Piesze szlaki turystyczne
Inwałd – Ostry Wierch – Kłokocznik – Giermotka – Bliźniaki – Łysa Góra – Iłowiec – Gorzeń.